# Lestodiplosis obtusilobata
Lestodiplosis obtusilobata är en tvåvingeart som beskrevs av Elmo Hardy 1960. Lestodiplosis obtusilobata ingår i släktet Lestodiplosis och familjen gallmyggor. Inga underarter finns listade i Catalogue of Life.
Artens utbredningsområde är kontinentala USA och Hawaii.